# Panelus maedai
Panelus maedai là một loài bọ cánh cứng trong họ Bọ hung (Scarabaeidae).